# Ruta Estatal de Nevada 663
La Ruta Estatal de Nevada 663, y abreviada SR 663 (en inglés: Nevada State Route 663) es una carretera estatal estadounidense ubicada en el estado de Nevada. La carretera inicia en el Oeste desde la Sutro Street en Reno hacia el Este en la SR 445     en Sparks. La carretera tiene una longitud de 4 km (2.491 mi).

## Mantenimiento
Al igual que las autopistas interestatales, y las rutas federales y el resto de carreteras estatales, la Ruta Estatal de Nevada 663 es administrada y mantenida por el Departamento de Transporte de Nevada por sus siglas en inglés Nevada DOT.

## Cruces
La Ruta Estatal de Nevada 663 es atravesada principalmente por la  US 395 .